# Typhlodromips septentrionalis
Typhlodromips septentrionalis är en spindeldjursart som först beskrevs av Wolfgang Karg 1977.  Typhlodromips septentrionalis ingår i släktet Typhlodromips och familjen Phytoseiidae. Inga underarter finns listade i Catalogue of Life.